# Jacques-Michel Faure
Pour les articles homonymes, voir Faure.
Jacques-Michel Faure, né le 24 mai 1943, est un homme politique français.

## Détail des fonctions et des mandats
Mandat parlementaire
- 1993 - 1997 : Député de la 3e circonscription de la Haute-Vienne

Mandat municipal
- 1995 - 2008 : Maire de Bellac